# Salpingotus thomasi
Espèce
Synonymes
- Salpingotus michaelis Fitzgibbon, 1966
- Salpingotulus michaelis (Fitzgibbon, 1966),
préféré par UICN

Statut de conservation UICN

 DD  : Données insuffisantes
Salpingotus thomasi est une espèce de la famille des Dipodidés. Cette gerboise  naine à trois doigts est originaire du Pakistan. Faute de données suffisantes, l'espèce n'est pas considérée comme étant en danger par l'Union internationale pour la conservation de la nature (UICN).